# Svinhultsåsens naturreservat
Svinhultsåsen är ett naturreservat i Valdshults socken i Gislaveds kommun i Jönköpings län.

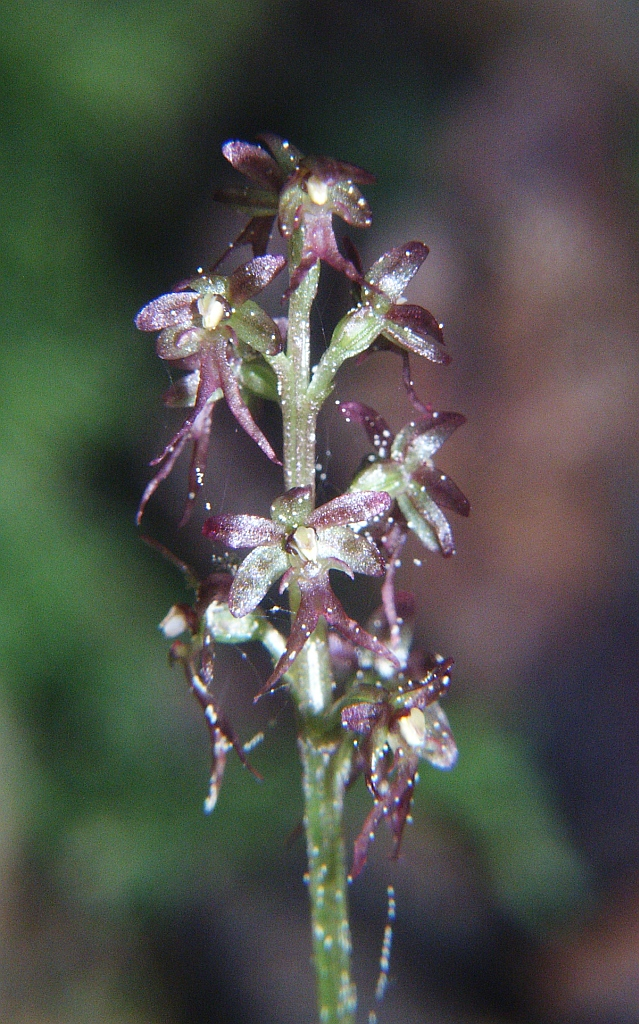
Spindelblomster

Det knappt 2 hektar stora området består av ett bergstup med omgivande hög granskog ner mot Färgesjön. På åsens klipphyllor häckade tidigare berguv. Reservatet bildades 1970 för att skydda dessa häckande berguvar. Numera häckar inte berguven i reservatet.